# Erythroxylum arrojadoi
Erythroxylum arrojadoi är en tvåhjärtbladig växtart som beskrevs av Otto Eugen Schulz. Erythroxylum arrojadoi ingår i släktet Erythroxylum och familjen Erythroxylaceae. Inga underarter finns listade i Catalogue of Life.